# Кампль, Кевин
Ке́вин Кампль (нем. и словен. Kevin Kampl; 9 октября 1990, Золинген, Германия) — немецкий и словенский футболист, полузащитник клуба «РБ Лейпциг». Выступал за сборную Словении.

## Клубная карьера
Кампль — воспитанник футбольной академии немецкого клуба «Байер 04». В 2008 году он дебютировал за резервную команду. В сезоне 2009/10 он находился в заявке основной команды, но дебютировать так и не смог. Летом 2010 года Кевин перешёл в «Гройтер». 29 октября в матче против «Эрцгебирге Ауэ» он дебютировал за клуб. Это была его единственная игра за основную команду, после Кампль провел ещё семь встреч за резерв и вернулся в Леверкузен зимой 2011 года.
24 февраля в матче Лиги Европы против харьковского «Металлиста» он дебютировал за «Байер-04». Кевин так и не смог пробиться в основной состав, поэтому вскоре покинул клуб и на протяжении двух сезонов выступал за команды региональных лиг «Оснабрюк» и «Аален».
Летом 2012 года Кампль перешёл в австрийский «Ред Булл». Сумма трансфера составила 3 млн евро. 15 сентября в матче против «Рида» он дебютировал в австрийской Бундеслиге. 24 февраля 2013 года в поединке против «Рапида» Кевин забил свой первый гол за клуб.
22 декабря 2014 года Кампль перешёл в дортмундскую «Боруссию». 31 января в матче против своего бывшего клуба «Байер 04» Кевин дебютировал в Бундеслиге.
28 августа 2015 года Кампль перешёл в «Байер 04» и подписал контракт до 2020 года, сумма трансфера составила 11 млн евро. 12 сентября в матче против «Дармштадт 98» он дебютировал за новую команду, заменив во втором тайме Кристофа Крамера. 26 сентября в поединке против бременского «Вердер» Кевин забил свой первый гол за «Байер». 20 октября в матче Лиги чемпионов против итальянской «Ромы» Кампль забил один из голов и помог «аспириновым» уйти от поражения.
Летом 2017 года Кевин перешёл в «РБ Лейпциг», подписав контракт на 4 года. Сумма трансфера составила 20 млн евро.

## Международная карьера
С 2009 по 2012 год Кампль выступал за молодёжную сборную страны. 14 ноября 2012 года в товарищеском матче против сборной Македонии Кевин дебютировал за сборную Словении. 6 сентября 2013 года в отборочном матче чемпионата мира 2014 против сборной Албании Кампль забил свой первый гол за национальную команду.

### Голы за сборную Словении
| #   | Дата            | Место                      | Противник  | Счёт | Результат | Соревнование                       |
| --- | --------------- | -------------------------- | ---------- | ---- | --------- | ---------------------------------- |
| 01. | 6 сентября 2013 | Штозице, Любляна, Словения | Албания    | 1:0  | 1:0       | Чемпионат мира 2014 квалификация   |
| 02. | 27 марта 2015   | Штозице, Любляна, Словения | Сан-Марино | 2:0  | 6:0       | Чемпионат Европы 2016 квалификация |

## Достижения

### Командные
«Ред Булл Зальцбург»
- Чемпион Австрии: 2014
- Обладатель Кубка Австрии: 2014

«РБ Лейпциг»
- Обладатель Кубка Германии (2): 2021/22, 2022/23

### Личные
- Футболист года в Словении: 2013, 2014